# Orlow-Traber
Der Orlow-Traber ist eine Pferderasse aus Russland. Mit seiner Zucht wurde Ende des 18. Jahrhunderts begonnen.
Hintergrundinformationen zur Pferdebewertung und -zucht finden sich unter: Exterieur, Interieur und Pferdezucht.

## Exterieur
Das Pferd hat eine Widerristhöhe von ca. 160 cm, ist elegant, kräftig und hat einen leicht geramsten Kopf. Sein meist als Schwanenhals geneigter Hals ist hoch angesetzt. Sein Rücken ist relativ lang, die Brust nicht sehr tief, aber breit. Die Kruppe ist kurz und geneigt und der Schweif sehr hoch angesetzt und getragen. Die Beine sind kräftig, hart und lang, mit wenig Kötenbehang. Die Hufe sind groß. Es treten häufig Sehnenprobleme auf.
Orlow-Traber haben einen beeindruckenden Trab, jedoch nicht so ausgeprägt wie beim modernen Traber. Die Deckfarbe dieser Rasse ist meist Schimmel, es kommen jedoch auch Braune und Rappen vor.
Orlow-Traber können etwa 52 km/h schnell werden. Sie sind ideal für Trabrennen.

## Interieur
Das ausgeglichene Wesen der Orlow-Traber wird geschätzt.

## Zuchtgeschichte

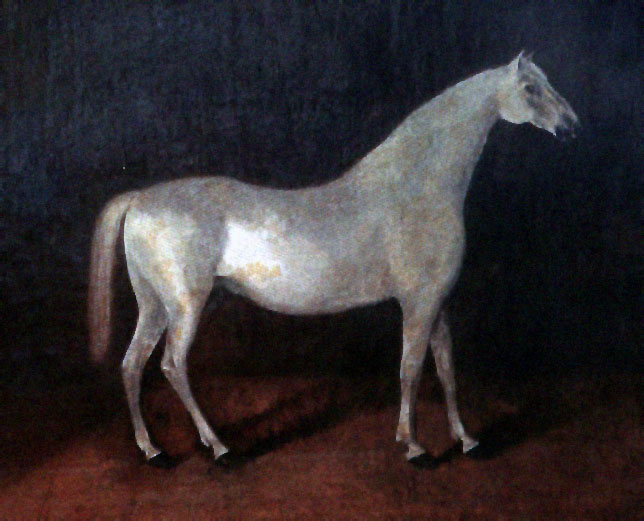
Porträt des Hengstes Smétanka (unbekannter Maler)

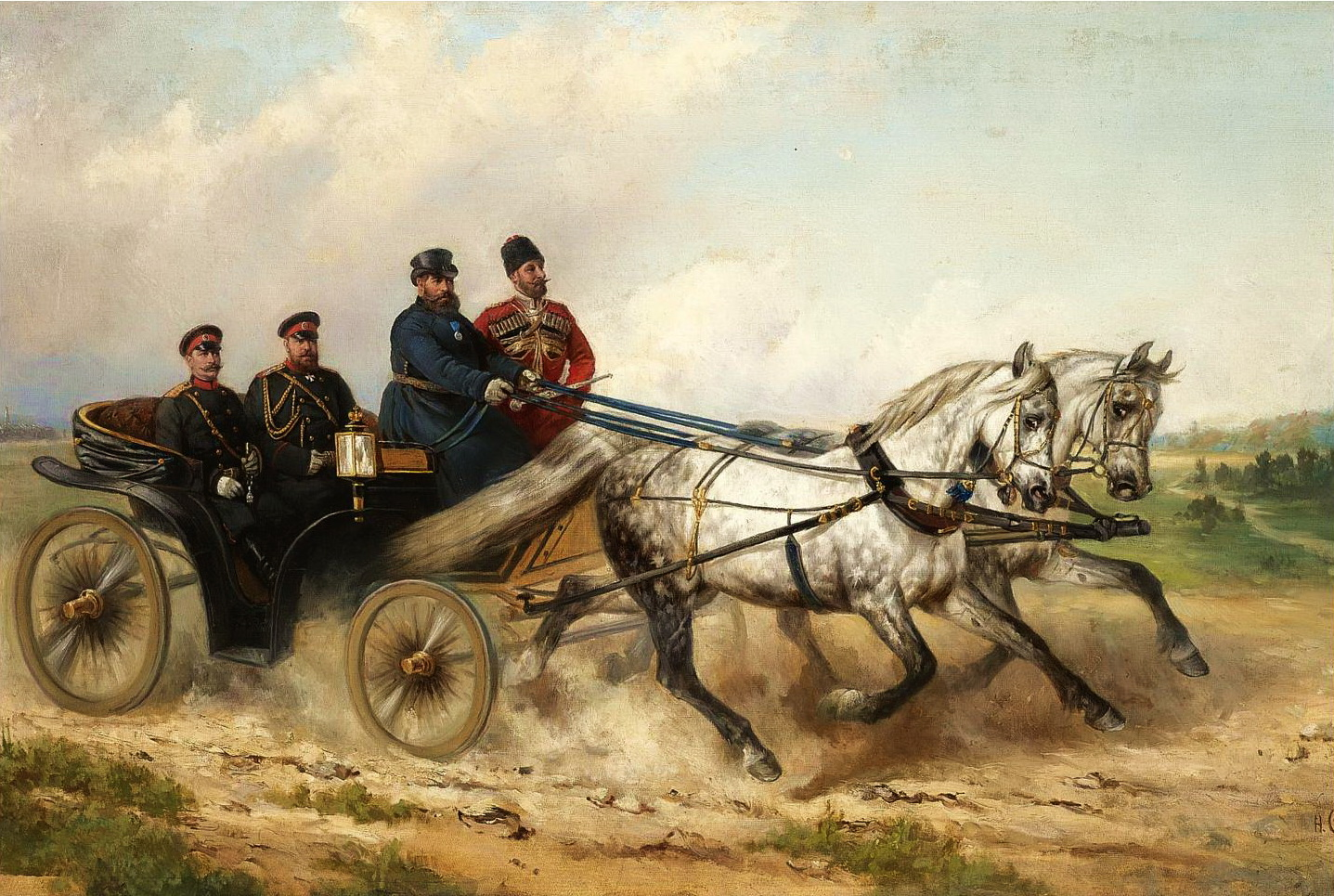
Zar Alexander III. in einem von Orlow-Trabern gezogenen Landaulet (Gemälde von Nikolai Jegorowitsch Swertschkow)

Graf Alexei Orlow-Tschesmenski, einst Günstling von Katharina der Großen, fiel 1770 in Ungnade und widmete sich seitdem der Zucht von Traberpferden. Ziel war ein verlässliches Zugpferd für Schlitten und Kutsche, das über lange Distanzen mit großer Schnelligkeit bei den harten Verhältnissen Russlands bestehen konnte. Die Tiere sollten weiterhin mit einer hohen Trabaktion und viel Adel ausgestattet sein.
Nach einigen Fehlversuchen entschied sich Graf Orlow zur Verwendung von Araberpferden, die für ihre große Härte und Ausdauer bekannt sind. Hierfür erwarb Graf Orlow in Morea, der heutigen Halbinsel Peloponnes in Griechenland, im Jahre 1775 eine Gruppe Araberpferde für sein Gestüt Ostrowo in der Nähe von Moskau. Ein Pferd dieser Gruppe war der Schimmelhengst Smétanka, den Graf Orlow für 60.000 Rubel erworben haben soll. Der Hengst hatte ein Stockmaß von 153 cm, was für einen Wüstenaraber ein großes Maß darstellt, dem Zuchtziel von Graf Orlow jedoch dienlich war.
Von den fünf Nachfahren des Smétanka fiel aus der Anpaarung mit einer dänischen Stute der Hengst Polka I. Dieser wurde wiederum mit einer holländischen Harddraver-Stute verpaart, über welche eine Verbesserung des Trabvermögens erreicht werden konnte. Der Sohn aus dieser Anpaarung, ein Schimmel namens Bars I (Schneelöwe), wurde der Stammvater des Orlow-Trabers und wirkte 17 Jahre als Deckhengst auf dem Gestüt Chrenovoi. Die gemischte Abstammung von Bars I war wohl Ursache dafür, dass der Hengst wenig konstant vererbte. Erst die Anpaarung mit Halbschwestern des Bars I von dessen Vater Polka I brachte eine gute Vererbung der positiven Eigenschaften von Polka I und der Trabaktion der holländischen Stute.
Durch eine systematische Zuchtpolitik, die sich sowohl planmäßiger Inzucht wie einer strengen Selektion bediente, konnte in kurzer Zeit eine schöne, leistungsfähige Rasse gebildet werden, die sich speziell als schnelles Kutsch- und Schlittenpferd eignete. Über einen langen Zeitraum stellte der Orlow-Traber die schnellste Traberrasse dar. Der Hengst Cowboy lief 1600 Meter in 1:57,2 Minuten. In der zweiten Hälfte des 19. Jahrhunderts wurde er jedoch hierin durch die amerikanische Traberrasse American Standardbred und Kreuzungen dieser Rasse abgelöst.
Der Bestand des Orlow-Trabers war danach stark rückläufig und quasi in letzter Minute wurde von der russischen Reichsgestütsverwaltung ein Reglement mit Maßnahmen zur Erhaltung der Art erlassen. Am Ende des 20. Jahrhunderts soll der Bestand der Orlow-Traber ca. 25.000 Tiere umfasst haben.

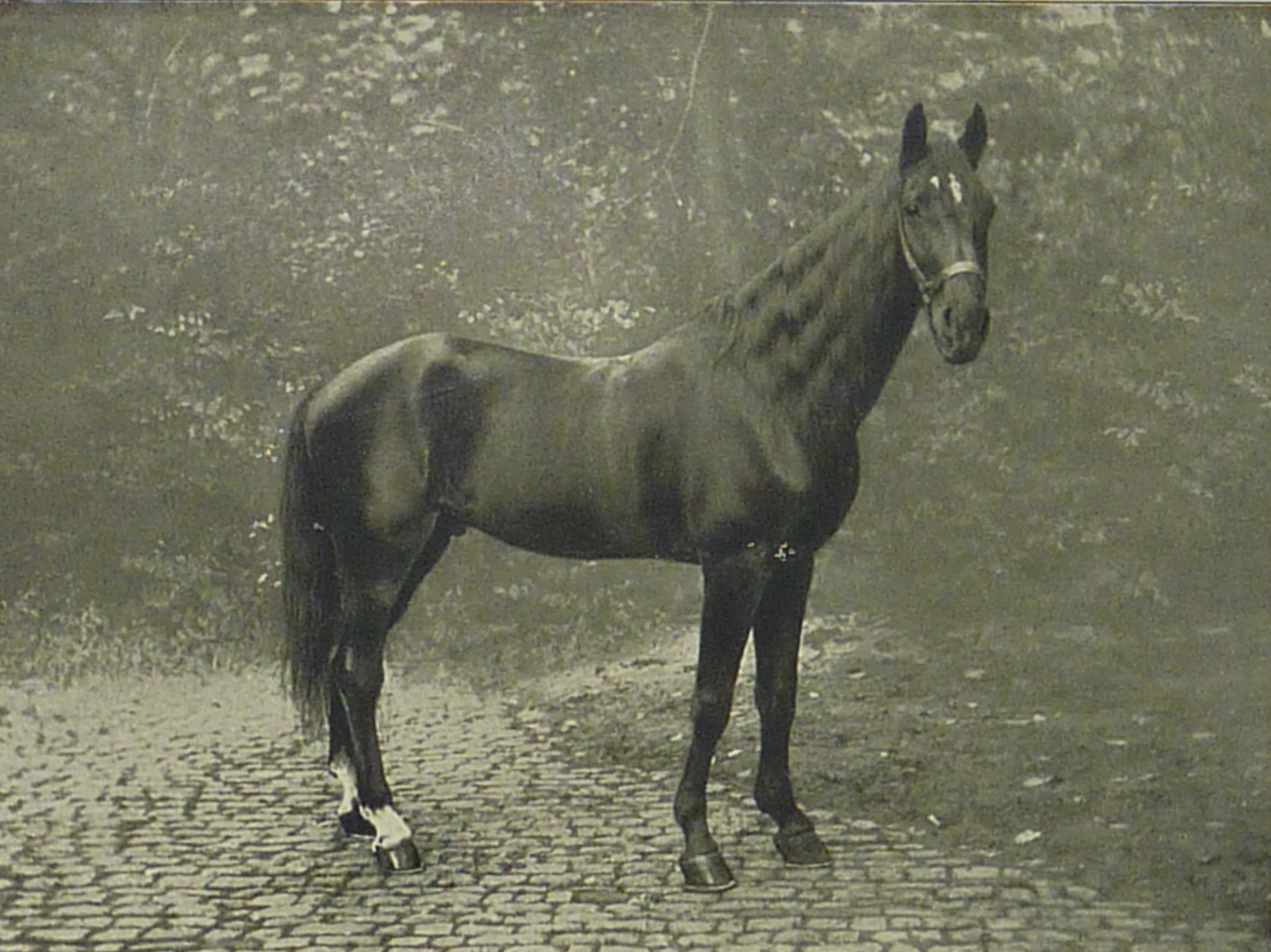
Auch der Kluge Hans war ein Orlow-Traber

Die wichtigsten Gestüte sind heute neben dem ursprünglichen Chrenowskoi-Gestüt bei Bobrow in der Oblast Woronesch: Moskauer-Gestüt, Schachowskoi-Gestüt (bei Tula), Permski-Gestüt (bei Perm), Tschesmenski-Gestüt (Oblast Woronesch), Altaiski-Gestüt (Region Altai), Tatarski-Gestüt (Tatarstan), Nowotomnikowski-Gestüt (in der Oblast Tambow), Schadrinski-Gestüt (Schadrinsk, Oblast Kurgan) und das Kemerowski-Gestüt (bei Kemerowo).
Eine häufig anzutreffende Verwechslung von „Russischem Traber“ und „Orlow-Traber“ rührt daher, dass der heutige Russische Traber erst Metis-Traber hieß und der Orlow-Traber zeitweise in Russischer Traber umbenannt wurde – man wollte deutlich machen, dass man mit dem „Adligenspielzeug“ nichts zu tun hätte. 1949 erhielt der Orlow-Traber dann seinen ursprünglichen Namen zurück und der Metis-Traber heißt seitdem Russischer Traber. Russische Traber sind also bis 1949 Orlow- und danach Metis-Traber.
Quelle Foppe Bonno Klynstra: